# Конституция Ирака
Конститу́ция Ира́ка, Конститу́ция Респу́блики Ира́к (араб. دستور جمهورية العراق‎ курд. :دەستووری عێراق) — основной закон Республики Ирак, утверждён на референдуме 15 октября 2005 года. До этого действовала Временная конституция, принятая Правительственным советом Ирака 8 марта 2004 года.

## Структура

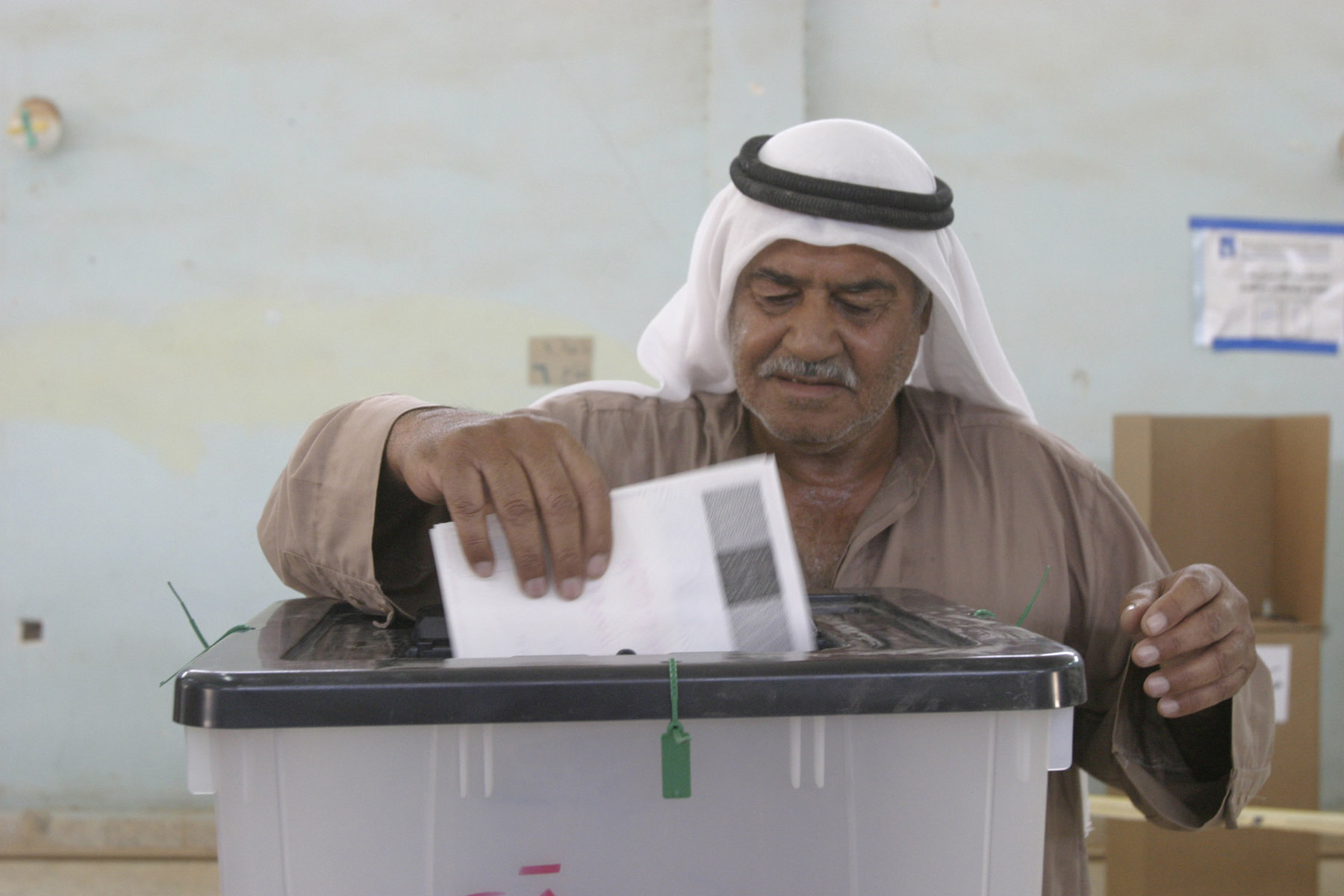
Голосование за конституцию Ирака, 2005

Конституция состоит из преамбулы, 139 статей в 6 главах, разделенных на части:
1. Основные принципы
2. Права и свободы
3. Власти Федерации
4. Полномочия федеральных властей.
5. Власти районов
6. Заключительные и переходные положения[2][5].

Преамбула отмечает исключительность геополитического положения Ирака и его исторического пути, готовности извлекать уроки из прошлого. Подчеркивает приверженность господству права, преемственности власти, борьбе с терроризмом.

## Основные положения
Ирак является единым, федеративным, независимым и полностью суверенным государством (ст.1). Форма правления — парламентская республика, при значительных полномочиях президентского совета (президент и два вице-президента). В Конституции закреплен принцип разделения властей: законодательная власть представлена двухпалатным парламентом: Совет представителей и Совет федерации (ст.46); исполнительная — президентский совет и кабинет министров(ст. 63, 73); судебная — суды и трибуналы (ст. 86). Также конституцией определён порядок взаимодействия между ветвями власти.
Официальными языками являются арабский и курдский. Гарантировано право обучаться на туркоманском, ассирийском и армянском языках в государственных учебных заведениях, или на любом другом языке в частных учреждениях, если об этом будут приняты соответствующие образовательные стандарты (ст.4).
Все жители признаются равными перед законом, независимо от расы, пола, национальности, религиозной принадлежности, социального и экономического статуса (ст.14).
Изданные парламентом законы вступают в силу после их одобрения президентским советом. Президент и два вице-президента избираются парламентом единым списком 2/3 голосов. Премьер-министр и его заместители утверждаются парламентом простым большинством голосов (по представлению президента). Остальные министры утверждаются в должности президентским советом. Премьер-министр и министры несут персональную ответственность перед Советом представителей.

### Внесение поправок
Президент совместно с кабинетом министров или 1/5 депутатов Совета представителей вправе вносить предложения о поправках в конституцию. Поправки принимаются не менее 2/3 голосов от общего числа членов Совета представителей, после выносятся на референдум и ратифицируются президентом, а вступают в силу со дня опубликования (ст.122).

## История
В конце XIX века велась борьба за контроль над Ираком, к концу 1918 года английские войска заняли всю территорию, а в 1920 году новое государство Ирак (из трёх провинций Багдад, Басра и Мосул) поступило под контроль Великобритании. Несмотря на провозглашение в июле 1921 года королём эмира Фейсала аль-Хашими, фактически власть осталась у верховного комиссара Великобритании.
В 1932 году английский мандат аннулирован, Ирак официально провозглашён независимым государством и вступил в Лигу Наций, а власть передана лояльными Англии премьер-министру Нури Саиду и эмиру Абдалле (регенту при наследнике престола Фейсале Втором).
В результате революции 14 июля 1958 года возникла Иракская Республика, председателем нового правительства назначен Абдель Карим Касем. Ирак вышел из Багдадского пакта, ликвидированы иностранные военные базы, восстановлены дипломатические отношения с СССР и принята Временная конституция, установившая равенство всех перед законом, уравнявшая женщин в правах с мужчинами, легализовавшая деятельность общественных организаций и профсоюзов. В 1959 году утвержден Временный, а в 1961 году пятилетний план восстановления и развития экономики. 8 февраля 1963 года в результате военного переворота свергнут Абдель Карим Касем, 18 ноября 1963 года армейская группировка во главе с Абдель Салямом Арефом захватила власть.
В 1964—1968 гг. отмечаются частые смены правительства, и 30 июля 1968 года партия БААС в очередной раз пришла к власти. Высшим органом власти стал Совет революционного командования, Президентом и главой Совета — генерал Ахмед Хасан аль-Бакр, его заместителем — Саддам Хусейн ат-Тикрити. В том же году принята Временная конституция, провозгласившая Ирак народно-демократическим государством, однако частная собственность сохранена. В 1974 году (формально — с 1979) Саддам Хусейн фактически сменил аль-Бакра у власти, став абсолютным диктатором, установив режим личной власти, носившей тоталитарный характер. Саддам Хусейн совмещал пост президента, премьер-министра, генерального секретаря БААС, главнокомандующего вооруженными силами. В 1980 году по его приказу началась война с Ираном, которая продолжалась до 1988 года, в 1990 году Саддам приказал оккупировать Кувейт, объявив его 19 провинцией Ирака, в ответ на это США начали военные действия против Ирака, и в 1991 году иракские войска покинули Кувейт. В этом же году Совет Безопасности ООН установил экономическую блокаду Ирака, которая длилась до апреля 2003 года, когда в ходе военной акции США, при поддержке Великобритании, свергли Саддама Хусейна. В мае 2003 года создана временная администрация Ирака, главой которой назначен Пол Бремер, бывший сотрудник госдепартамента США, в июле 2003 года сформирован Временный Управляющий Совет Ирака, состоящий из 25 представителей различных конфессиональных и этнических групп. 1 сентября 2003 года сформирован первый кабинет министров (13 шиитов, 5 арабов-суннитов, 5 курдов, 1 туркоман, 1 христианин-ассириец). В январе 2005 состоялись выборы в Переходную национальную ассамблею, в апреле создано Переходное правительство Ирака, президентом избран Джаляль Талабани (лидер курдов), премьер-министром Ибрагим Джафари (шиит), в октябре 2005 года на референдуме утвержден проект постоянной конституции Ирака.